# Aspila hyperfusca
Aspila hyperfusca är en fjärilsart som beskrevs av Embrik Strand 1921. Aspila hyperfusca ingår i släktet Aspila och familjen nattflyn. Inga underarter finns listade i Catalogue of Life.